# Beck, Bogert & Appice (альбом)
Beck, Bogert & Appice — дебютный и единственный студийный альбом рок-группы Beck, Bogert & Appice, состоявшей из британского гитариста Джеффа Бека, и американских музыкантов Тима Богерта (бас-гитара) и Кармайна Апписа (ударные). Пластинка была записана в декабре 1972 — январе 1973 года и выпущена весной 1973 года лейблом Epic Records.
Достигла 12-го места в Billboard Top LPs & Tape и 28-го в UK Albums Chart. В январе 1992 года она получила золотой сертификат от американской ассоциации звукозаписывающих компаний.

## Об альбоме
В декабре 1972 года, после роспуска The Jeff Beck Group, Бек, Богерт и Аппис отправились в чикагскую Chess Studios, чтобы записать свой первый альбом. «Поскольку это было трио, мы с Тимом решили спеть», — говорит Аппис. «В те дни речь шла не столько о песнях, сколько об игре. Песни были просто поводом для нас, чтобы джемовать».
Альбом состоял наполовину из кавер-версий и наполовину из оригинальных песен, где все трое музыкантов исполняют ведущий вокал. Кармайн Аппис поёт на пяти треках, включая «Livin’ Alone» — этот быстрый южный рок-шаффл с лёгким ударным штрихом.
По мнению журнала Classic Rock, на пластинке были и другие отличные номера — не в последнюю очередь сложная «Lady» и волнующая «Sweet Sweet Surrender». Последняя была одной из двух мелодий, написанных продюсером лонгплея Доном Никсом. Его другой песней была открывающая треклист «Black Cat Moan» — злой блюзовый номер с визжащими слайдами Бека и драйвовым басом. Журнал Guitar World отмечает плавный, проникновенный кавер на медленный джем Кёртиса Мэйфилда «I’m So Proud», в котором Бек играет ещё одно слайд-соло, наполненное взаимодействием с магнитофонным эхом.
Одной из самых ярких песен альбома стала «Superstition». Стиви Уандер, давний поклонник Бека, пригласил его сыграть на сессиях для своего LP Talking Book. Бек с готовностью согласился с условием, что Уандер напишет ему песню. Гитарист помог Стиви с ритмом и некоторыми текстами к «Superstition», и они записали демо-версию в Нью-Йорке.
Песня изначально предназначалась для BBA, но проблемы начались, когда Уандер показал демо руководству Motown. «Я сказал им: „Слушайте, я написал это для Джеффа Бека. Ему нравится песня“, — сказал Уандер в интервью Detroit Free Press. «Я подумал, что мы должны сделать „You Are the Sunshine of My Life“ первым синглом». Берри Горди, босс лейбла Motown, услышал «Superstition». Убеждённый, что этот сингл будет огромным хитом (так это и произошло), Горди настоял на том, чтобы Уандер перезаписал песню и выпустил её сам. Вместо этого BBA остались делать свою собственную версию, спустя несколько месяцев.
Несмотря на первоначальный энтузиазм работа в студии продвигалась тяжело. Chess Studios с архаичным студийным оборудованием не подходила для группы, которая гордилась своим динамичным звучанием. Тим Богерт вспоминал, что буквально всё ломалось, и студия разваливалась по швам — внезапно всё могло остановиться прямо в середине записи песни. Это вносило нервозность в работу музыкантов.
Окончание записи альбома в студии The Village в Лос-Анджелесе скрасило настроение, но уже было очевидно, что проблемы BBA глубоко укоренились. Со своей стороны, Бек возлагает вину за ситуацию на менеджмент BBA — Эрнеста Чепмена и Фила Базиля: «Со стороны руководства было много жадности. Они постоянно ругали друг друга из-за денег, и я знал, что это не продлится долго».

## Релиз и критика
Beck, Bogert & Appice был выпущен весной 1973 года, после чего он поднялся на 12-е место в американском чарте Billboard Top LPs & Tape и попал в Топ-30 в Великобритании. Журнал Classic Rock по достоинству оценил музыкальные достижения BBA на их дебютной работе:

Джефф Бек, Тим Богерт и Кармайн Аппис привнесли такую мощь, интенсивность и необузданную музыкальность, которых не слышали со времён расцвета Cream. Громкие, как проклятие и пышущие экспериментальным рвением, Beck Bogert & Appice, они преодолели пропасть между психоделической эпохой и туманной новой эрой, где метал, хард-фанк, соул и тяжёлый блюз смогли сосуществовать в одном великолепном буйстве.
Оригинальный текст (англ.)Jeff Beck, Tim Bogert and Carmine Appice brought the kind of power, intensity and unbridled musicianship not heard since the heyday of Cream. Loud as damnation and bursting with experimental zeal, Beck Bogert & Appice they bridged the gap between the psychedelic age and a nebulous new era where metal, hard funk, soul and heavy blues could all co-exist in one glorious tumult.

## Список композиций
| №                   | Название            | Автор(ы)                                                        | Ведущий вокал       | Длительность |
| ------------------- | ------------------- | --------------------------------------------------------------- | ------------------- | ------------ |
| 1.                  | «Black Cat Moan»    | Дон Никс                                                        | Джефф Бек           | 3:47         |
| 2.                  | «Lady»              | Джефф Бек, Тим Богерт, Кармайн Аппис, Пит Френч, Дуэйн Хитчингс | Кармайн Аппис       | 5:33         |
| 3.                  | «Oh to Love You»    | Джефф Бек, Тим Богерт, Кармайн Аппис                            | Кармайн Аппис       | 4:05         |
| 4.                  | «Superstition»      | Стиви Уандер                                                    | Тим Богерт          | 4:19         |
| Общая длительность: | Общая длительность: | Общая длительность:                                             | Общая длительность: | 17:45        |

| №                   | Название                | Автор(ы)                                        | Ведущий вокал       | Длительность |
| ------------------- | ----------------------- | ----------------------------------------------- | ------------------- | ------------ |
| 1.                  | «Sweet Sweet Surrender» | Дон Никс                                        | Кармайн Аппис       | 3:58         |
| 2.                  | «Why Should I Care»     | Рэймонд Луис Кеннеди                            | Тим Богерт          | 3:33         |
| 3.                  | «Lose Myself with You»  | Джефф Бек, Тим Богерт, Кармайн Аппис, Пит Френч | Тим Богерт          | 3:18         |
| 4.                  | «Livin’ Alone»          | Джефф Бек, Тим Богерт, Кармайн Аппис            | Кармайн Аппис       | 4:13         |
| 5.                  | «I’m So Proud»          | Кёртис Мейфилд                                  | Кармайн Аппис       | 4:11         |
| Общая длительность: | Общая длительность:     | Общая длительность:                             | Общая длительность: | 19:19        |

## Участники записи
Список составлен по сведениям базы данных Discogs.

| Beck, Bogert & Appice: - Джефф Бек — гитары, вокал (в песне «Black Cat Moan») - Тим Богерт — бас-гитара, вокал (в песнях «Superstition», «Why Should I Care», «Lose Myself with You»), бэк-вокал - Кармайн Аппис — ударные, вокал (в песнях «Lady», «Oh to Love You», «Sweet Sweet Surrender», «Livin’ Alone», «I’m So Proud»), бэк-вокал Приглашённые музыканты: - Джимми Гринспун — фортепиано (в песне «Sweet Sweet Surrender») - Дуэйн Хитчингс — фортепиано и меллотрон (в песне «Oh to Love You») - Дэнни Хаттон — бэк-вокал (в песне «Sweet Sweet Surrender») | Технический персонал: - Дон Никс — продюсер (песни А1, Б1, Б4) - Beck, Bogert & Appice — продюсер (песни А2, А3, А4, Б2, Б3, Б5) - Бейкер Бигсби — звукорежиссёр - Гэри Старр — звукорежиссёр - Майк Колчамиро — звукорежиссёр - Джон Фрай — звукоинженер ремикширования - Эд Ли — дизайнер художественного оформления обложки - Кельвин Хьюз — дизайнер-разработчик логотипа группы - Фред Ломбарди — фотограф |

## Позиции в хит-парадах и сертификации
| Хит-парад (1973)                 | Высшая позиция | Пребывание в чарте |
| -------------------------------- | -------------- | ------------------ |
| Австралия (Kent Music Report)    | 45             | нет данных         |
| Великобритания (UK Albums Chart) | 28             | 3 недели           |
| Канада (RPM Albums Chart)        | 10             | 23 недели          |
| США (Billboard Top LPs & Tape)   | 12             | 27 недель          |
| Япония (Oricon)                  | 22             | нет данных         |

| Регион                                                      | Сертификация | Продажи  |
| ----------------------------------------------------------- | ------------ | -------- |
| США (RIAA)                                                  | Золотой      | 500 000^ |
| ^ Данные о тиражах приведены только на основе сертификации. |              |          |